# U-Bahn-Station Oberes Hausfeld
Die Station Oberes Hausfeld (früher vorgesehen An den alten Schanzen) ist eine in Endausbau befindliche Hochstation der Wiener U-Bahn-Linie U2 im 22. Bezirk Donaustadt zwischen den Stationen Aspernstraße und Hausfeldstraße. Der Rohbau wurde bereits im Jahr 2013, im Zuge der Verlängerung der U2 zur Seestadt, fertiggestellt, da man die Beeinträchtigung für den U-Bahn-Betrieb für eine spätere Errichtung der Station gering halten wollte. Zu diesem Zeitpunkt bestand noch kein Bedarf.
Im Jänner 2020 haben die Wiener Linien die Fertigstellung der Station ausgeschrieben. In dem Stadtentwicklungsgebiet zwischen Aspernstraße und Hausfeldstraße sollen in den folgenden Jahren tausende neue Wohnungen errichtet werden. Mit dem Bezug der ersten Wohneinheiten ab 2026 soll auch die Station Oberes Hausfeld fertiggestellt sein.